# Station Bobrowice
Station Bobrowice is een spoorwegstation in de Poolse plaats Bobrowice.